# Julius Ruiz
Julius Ruiz (1973) es un historiador e hispanista británico, profesor de Historia en la Universidad de Edimburgo.
De origen español, se graduó en Historia en la Universidad de Swansea. Es doctor en Historia Contemporánea por la Universidad de Oxford.  Es autor de El terror rojo (Espasa, 2012), un estudio sobre la represión republicana durante la Guerra Civil Española;
 Franco's Justice (Oxford University Press, 2005), en el que analiza la represión franquista tras el fin de la guerra; y Paracuellos, una verdad incómoda (Espasa, 2015), sobre las matanzas de Paracuellos.